# Kuban (rapper)
Kuban, pseudonimo di Jakub Kiełbiński (Opoczno, 4 febbraio 1993), è un rapper polacco.

## Biografia
Comincia la sua carriera nel 2012 pubblicando canzoni su Soundcloud. Guadagna notorietà nel 2013 venendo selezionato per partecipare alla campagna Młode wilki indetta da Popkiller. L'anno seguente pubblica il mixtape Co za, composto da 17 brani registrati utilizzando basi sia originali che non. Il suo album in studio di debutto, Myślisz jeszcze?, viene pubblicato il 7 aprile 2017 dall'etichetta Dobzi Ludzie. L'album, interamente privo di featuring, debutta al terzo posto della classifica polacca, e viene accolto positivamente dalla critica per la natura riflessiva e introspettiva dei testi.
Il 24 marzo 2023 è la volta del secondo album, dal titolo Spokój, caratterizzato da collaborazioni con svariati esponenti della scena hip hop polacca come Quebonafide, KęKę, Żabson, Bedoes 2115 e Szpaku. Il disco raggiunge la prima posizione in classifica, mentre risulta essere al secondo posto nella classifica annuale degli album più venduti in Polonia. Il suo terzo album, Fugazi, viene reso disponibile il 28 febbraio 2025, e si compone di due dischi, uno più prettamente hip hop e uno con sonorità maggiormente pop. Gli ospiti del progetto spaziano dai rapper Pezet, Oki, Kukon e Kizo a cantautori come Zalia, Mrozu, Edyta Bartosiewicz, Vito Bambino e Natalia Szroeder.

## Discografia

### Album in studio
- 2017 – Myślisz jeszcze?
- 2023 – Spokój
- 2025 – Fugazi

### Mixtape
- 2014 – Co za mixtape